# 王焰新
王焰新（1963年11月—），男，山西原平人，中国水文地质、环境工程专家，2010年12月至2024年6月任中国地质大学（武汉）校长、党委副书记。

## 生平
1984年本科毕业于南京大学地质学系，获理学学士学位。1990年毕业于中国地质大学研究生院，获工学博士学位。